# باری مارتین
باری مارتین (انگلیسی: Barrie Martin؛ ۲۹ سپتامبر ۱۹۳۵ – ۲۷ فوریهٔ ۲۰۱۹) بازیکن فوتبال اهل بریتانیا بود.
از باشگاه‌هایی که در آن بازی کرده‌است می‌توان به باشگاه فوتبال بلکپول اشاره کرد.